# Capitan Tifus
Capitan Tifus (читается как Капита́н Ти́фус) — аргентинская группа, созданная в 2004 году тремя музыкантами из Буэнос-Айреса: Вики Корнехо, Херонимо Кассанье и Франсиско Меркадо. Стиль группы, объединяющий рок, кумбию, танго, ска, балканские и латинские ритмы, сами музыканты назвали fanfarria latina. В настоящее время группа работает над записью третьего альбома и готовится к очередному мировому туру, в ходе которого вновь объединит в своём составе музыкантов из разных стран — Мексики, Испании, Голландии, Германии, Греции, России, Украины, Китая, Японии.

## История группы
Группа Capitan Tifus сформировалась в конце 2004 года как результат различных творческих объединений, участниками которых были Херонимо Кассанье (гитара), Вики Корнехо (вокал) и Фран Меркадо (гитара, скрипка). В 2005 году к группе присоединился Хулиан Роперо (ударные), за чем последовало турне по городам Аргентины. В 2006 году музыканты записывают свой первый альбом «Flores del Bosque de Bolonia», спродюсированный Матиасом Селла (работавшим с такими аргентинскими и уругвайскими музыкантами, как Кевин Йохансен и Хорхе Дрекслер) и выпущенный на студии EMI Publishing в 2007 году. В записи альбома также приняли участие Фернандо Мантарас (бас-гитара), Андрес Реборатти (духовые) и Тринидад Лопес Росенде (вокал). Материал первого альбома можно скорее отнести к жанру рок, большинство входящих в него песен — на английском языке.
В 2007 году Capitan Tifus стали участниками проекта Nokia Trends Artemotion, совершив тур по аргентинской глубинке, который транслировался по телевидению. В этом же году продюсер и исполнитель даб и регги Mad Professor пригласил Вики принять участие в его туре, и они вместе выступили в Англии, Мадриде и Буэнос-Айресе.
В 2009 году группа удостоилась премии «Diente de Oro» в номинации «креативная группа» и была названа EMI одним из самых многообещающих проектов года.
В 2011 году Capitan Tifus представляли Буэнос-Айрес на фестивале Botanique в Болонье, Италия. С этого начался первый международный тур, в ходе которого группа отыграла 40 концертов в Италии, Испании, Германии, Чехии и Австрии.
В начале 2012 года в свет вышел второй альбом группы «E Viva!», продюсером которого также стал Селла. Материал был записан в Аргентине и выпущен в Австрии студией Newton Records. В записи принимали участие множество сессионных музыкантов, в том числе специально приглашённые уругвайские исполнители Себастиан Хантос и Даниэль Дрекслер и Хуана Чанг из группы Kumbia Queers.
Вскоре к группе присоединяется Эмилиано Иуммато (труба), и обновлённый Capitan Tifus отправляется в мировой тур «Mondo Tour 2012» — 7 месяцев, 87 концертов, 10 стран: Аргентина, Германия, Нидерланды, Швеция, Чехия, Австрия, Украина, Россия, Китай и Япония. В ходе этого тура группа сотрудничала с музыкантами из разных стран: Йозеф Тойнэ (Германия) — ударные, Мариана Борсатто (Бразилия) — кларнет, гармоника, Волкер Бауланд (Нидерланды) — тромбон, Хулиан Пальмеро (Аргентина) — тромбон, Хорди Гусман (Китай) — бас и Альберт Касанова (Каталония) — кубанский трес, бас. Тогда же состоялось знакомство с российским музыкантом Юрием Каплей, благодаря чему география тура расширилась, включив Россию и Украину.
В ходе тура Capitan Tifus выступали, в частности, на таких фестивалях, как Fusion Festival (Лерц, Германия), Mighty Sounds (Табор, Чехия), Nuevo Sol (Росток, Германия) Движение (Пермь, Россия), Урожай (Москва, Россия), OCT-Loft Jazz Festival (Шэньчжэнь, Китай).
В 2013 году состоялся третий мировой тур группы, «Fanfarria Latina» (5 месяцев, 10 стран, 63 концерта). Он начался с крупнейшего аргентинского фестиваля Pepsi Music и включил выступления на таких европейских фестивалях, как Trutnov Festival (Чехия), Дикая Мята (Россия), Mundial (Бельгия). В ходе германской части тура группа выступила совместно с такими известными аргентинскими коллективами, как Bomba Estereo (фестиваль Lido, Берлин), Karamelo Santo (Die Pumpe, Киль) и Bersuit Vergarabat (Karneval de Kulturen, Берлин).
За время тура к составу группы по традиции присоединялись музыканты из разных стран: Апостолос Хадулис (Греция) — бас, Альберт Касанова (Каталония) — гитара, бас, Архель Роблес (Мексика) — ударные, Юрий Капля (Россия) — флейта, Андреас Стефан (Германия) — саксофон, Майк Касенаве (Испания) — ударные и Волкер Бауланд (Нидерланды) — тромбон.
В 2011, 2012 и 2013 годах городские власти, Министерство культуры и Министерство иностранных дел Аргентины объявили Capitan Tifus Послами аргентинской культуры в мире.

## Участники
В настоящее время состав Capitan Tifus — это четверо постоянных участников-аргентинцев и множество музыкантов из разных стран, сотрудничество некоторых из которых с группой бывает эпизодическим, другие же из года в год присоединяются к группе во время её европейских гастролей.

### Основной состав
- Вики Корнехо (Vicky Cornejo) — вокал, гармоника, перкуссия
- Херонимо Кассанье (Jeronimo Cassagne) — гитара
- Франсиско Меркадо (Francisco Mercado) — бас-гитара, скрипка
- Эмилиано Иуммато (Emiliano Iummato) — труба, вокал

### Другие участники
- Апостолос Хадулис (Apostolos Chadoulis) — бас-гитара, бэк-вокал
- Альберт Касанова (Albert Casanova) — бас-гитара, трес, бэк-вокал
- Юрий Капля — флейта, перкуссия
- Майк Касенаве (Maik Casenave) — ударные
- Архель Роблес (Argel Robles) — ударные
- Херман Парис (Germán Parise) — бас-гитара, клавиши
- Волкер Бауланд (Volker Bauland) — тромбон
- Фернандо 'Маг' Мантарас (Fernando 'Mago' Mantaras) — бас-гитара
- Пауль Маркс (Paul Marx) — саксофон
- Хорди Гусман (Jordie Guzman) — бас-гитара
- Мариано Париси (Mariano Parisi) — ударные

## Дискография
- Flores del Dosque de Bolonia (2007)
- E Viva! (2012)

## Видео
| Год  | Название                                                          | '          |
| 2007 | Hawaii Архивная копия от 8 марта 2017 на Wayback Machine          | VideoClip  |
| 2012 | Mondo Tour 2012 Архивная копия от 8 марта 2017 на Wayback Machine | Live Video |
| 2013 | Maradevi Архивная копия от 8 марта 2017 на Wayback Machine        | VideoClip  |
| 2013 | Bella Ciao Архивная копия от 8 марта 2017 на Wayback Machine      | Live Video |

## Награды
- Diente de Oro (2009)